# Chrysopa frequens
Chrysopa frequens is een insect uit de familie van de gaasvliegen (Chrysopidae), die tot de orde netvleugeligen (Neuroptera) behoort. 
Chrysopa frequens is voor het eerst wetenschappelijk beschreven door Esben-Petersen in 1913.